# 가면현상
가면현상(假面現像, IP：imposter phenomenon) 혹은 가면증후군(imposter syndrome, imposterism)은 자신의 기술, 재능, 성취를 의심하고 사기꾼으로 드러날 것을 속으로 두려워하는 것이 지속될 때의 심리적 현상을 말한다. 유능성을 외부적으로 드러나 있음에도 불구하고, 가면증후군을 겪는 사람들은 성공이나 운을 누릴 자격이 없다고 생각한다. 이들은 그 속성에 대해 마태 효과(Matthew effect)로 잘못 돌리고 있다. 혹은 자신이 외면적으로 자신을 드러내는 것만큼 영리하지 않은 것처럼 느끼기 때문에 타인을 속이고 있다고 생각한다. 가면증후군은 긴장된 개인의 관계에서 유래하면서도 동시에 그러한 관계를 빚어내기도 한다. 또한 관심사에 대한 잠재력을 온전하게 달성하는 것을 방해하기도 한다.
가면증후군이 처음 개념화되었을 때에는, 높은 성취를 달성한 여성들 사이에서 흔한 현상이라고 생각되었다. 추가 연구를 통해 남성과 여성 모두에게 영향을 주며, 비율은 거의 비슷하다고 본다. 가면증후군인 사람들은 정신 건강 문제와도 연결되기도 한다. 이 경우 공식적인 정신 장애가 아니라도 심리개입이 필요할 때도 있다.
회사의 중역이나 의사, 변호사 등 사회적으로 존경받는 지위나 신분에 이르렀으면서도 끊임없이 '이것은 나의 참모습이 아니다. 언제 가면이 벗겨질지 모른다'는 등의 망상으로 괴로워하는 현상을 가리킨다. 이 현상은 경제적인 부분이나 정서적 공감뿐만 아니라 심리적인 측면에서 어려움을 겪기도 한다.
미국에서 출판된 폴린 클라인스의 같은 이름의 책에 의하면 미국에서는 '출세한 사람의 70% 정도가 이와 같은 불안(IP)을 호소하고 있다'고 한다. 비록 처음에 대부분의 연구가 출세한 여성들에 집중하고 있었지만 최근의 연구는 가면현상의 비율이 남성들끼리는 동일하다고 강조되었다.

## 역사
가면현상이란 말은 1978년 한 논문을 통해 소개되었다. 폴라인 클랜스(Pauline R. Clance)와 수잔 이메스(Suzanne A. Imes)가 쓴 "The Impostor Phenomenon in High Achieving Women: Dynamics and Therapeutic Intervention"이라는 논문이었다. 클랜스와 이메스는 "지적 허위의 내적 경험(an internal experience of intellectual phoniness)"이라고 언급하였고, 처음에는 고등 교육을 받은 여성과 전문 경영진을 대상으로 연구하였다.
연구자들은 100명의 여성을 대상으로 조사하였으며, 이중 약 1/3이 가면증후군 외의 이유로 심리치료를 받고 있었으며, 2/3은 자신의 강의와 치료군으로부터 알게 되었다. 모든 참여자들은 동료들로부터 전문적인 탁월성을 인정받았고, 교육 수준과 표준화된 실험 점수(testing score)를 통해 학술적 성취를 보였다. 여성들이 지속적으로 받은 외적 확증에도 불구하고, 이들은 달성한 것의 내적 인정이 결여되어 있었다. 성공에 대하여 질문을 받자, 일부 참가자들은 운을 요인으로 꼽았지만 일부는 능력체를 과대평가하였다. 클랜스와 이메스는 가면현상의 정신적 구조가 성 고정관념(gender stereotypes), 가족 문제(familial problems), 문화적 기준(cultural norms), 귀인(attribution) 유형으로부터 나왔다고 보았다. 이들은 연구 내의 여성들이 범불안장애(generalized anxiety), 자신감(self-confidence) 결여, 우울(depression),  성취에 대하여 스스로 부여한 표준을 충족시키지 못한다는 것에 대한 좌절을 겪고 있다고 보았다.

## 정신병리학
가면증후군 환자 일부는 자기 또래나 다른 정신적으로 아픈 사람들에 비해 스스로가 덜 우울하거나 덜 불안하다고 볼 수도 있다. 문제가 없다는 징조 혹은 문제의 징조로서 심각한 증상이 없다는 사실을 증거로 든다. 이러한 마인드셋(mindset)의 사람들은 정신의학적으로 자신의 문제를 볼 가치가 없다고 생각하기 때문에 자신들의 문제에 대한 도움을 구하려 하지 않는다.
가면증후군은 자극(stimulus)과 사건(event)에 대한 반응(reaction)으로서 연구된다. 정신 장애(mental disorder)가 아니라 한 사람이 겪는 경험이다. 가면증후군은 정신질환 진단 및 통계 편람(Diagnostic and Statistical Manual of Mental Disorders, DSM)이나 국제질병분류(International Statistical Classification of Diseases and Related Health Problems, ICD)에서는 인정하지 않고 있지만, 두 분류체계 모두 낮은 자존감(low self-esteem)과 실패감(sense of failure)을 우울증상과 관련 있다고 본다.

## 가면현상 측정
가면현상 특성을 측정하도록 설계된 최초의 척도는 1985년 클랜스가 만든 '클랜스 가면현상 척도(Clance Impostor Phenomenon Scale, CIPS)'이다. 이 척도는 공포의 특성이 나타나는지, 어느 정도인지를 결정하는데 사용될 수 있다. 공포의 단면은 다음과 같다. 평가의 공포(fear of evaluation), 성공이 지속되지 않을 것에 대한 공포(fear of not continuing success), 타인만큼 유능하지 않다는 것에 대한 공포(fear of not being as capable as others)가 그것이다. 한 사람의 자존감(self-esteem)과 성공을 이루는 방식에 대한 관점과 같은 가면증후군의 특성은 CIPS로 측정된다. 1271명의 공과대학 학생을 대상으로 브라이언 프렌치(Brian F. French), 사라 울리히-프렌치(Sarah C. Ullrich-French), 데보라 폴먼(Deborah Follman)이 연구하여 CIPS의 정신측정학적 특질들을 검토하였다. 이들은 척도의 개별 요소에 대한 점수들은 완전히 신뢰할 만하거나 지속적이지 않다는 것을 발견, 이는 증후군을 가진 사람에 대한 유의미한 결정을 내리는데 사용되서는 안된다는 것을 시사한다.
1985년 연구에서 클랜스는 가면현상은 다음 여섯 가지 특징으로 구분되며, 이중 가면증후군 특징을 가진 사람은 최소 두 가지를 경험한다.

1. 가면 주기(The impostor cycle)
2. 특별하거나 최고여야 한다는 욕구(The need to be special or the best)
3. 수퍼맨 혹은 수퍼우먼의 특징(Characteristics of superman/superwoman)
4. 실패에 대한 두려움(Fear of failure)
5. 능력에 대한 부인 및 칭찬에 대한 무시(Denial of ability and discounting praise)
6. 성공에 대한 공포감 및 죄책감(Feeling fear and guilt about success)

## 발생
전체 인구 약 70%가 삶에서 최소한 한 번 정도는 겪게 되는 것으로 추정되어 왔다. 이는 새로운 학업적 직업적 배경이 낳은 결과일 수 있다. 연구는 가면현상이 새로운 학업 환경에 들어간 학생에게 드물지 않다는 것을 보여준다. 불안정함을 느끼는 것은 미지의 새로운 환경이 낳은 결과로 나올 수 있다. 이는 자신감 결여와 능력에 대한 불신을 야기할 수 있다.

### 성별 차이
클랜스와 이메스는 1978년 논문에서, 임상 경험을 바탕으로 가면현상이 남성에게는 상대적으로 덜 나타난다고 언급하였다. 그러나, 최근 연구에서는 가면현상이 남성과 여성에게서 모두 똑같이 나타나 있다는 것을 발견하였다. 연구는 여성은 보통 성과(performance)에 있어 나타난다고 보였다. 능력과 힘을 인지하는 것은 타인보다 뛰어난 수행 능력을 보이는데 있어 두드러진다. 남성의 경우 가면현상은 실패에 대한 두려움이나 좋은 사람이지 못한 데서 나오는 두려움에서 종종 나오기도 한다.

## 관리
1978년 연구에서, 클랜스와 이메스는 가면현상 참여자나 고객에 사용하는 치료적 접근법을 제시했다. 이 기술은 다양한 사람들이 이러한 경험을 가지고 살아가고 있는 다른 사람들을 만나는 집단 배경(group setting)이 있다. 연구자들은 집단 만남이 자신의 참가자에게 중요한 영향을 준다고 설명하였다. 이들은 이러한 임팩트가 자신들이 이러한 느낌을 경험하는 유일한 사람은 아니라는 것을 깨달은 결과라고 제안한다. 또한 참가자들은 다양한 숙제를 완수하도록 요구받았다. 한 숙제에서 참가자들은 자신이 과거에 놀렸거나 속였다고 생각한 사람들 모두를 떠올렸다. 다른 집에서 하는 숙제에서, 이들은 자신들이 받았던 긍정적인 피드백을 받아적었다. 후에 이들은 이러한 피드백을 받은 이유와 그에 관한 무언가가 부정적 시각에서 그것을 인지하도록 만들었는지를 떠올려야 했다. 집단 세션에서, 연구자들도 참가자들에게 일상적인 생각과 행동에 대한 아이디어들을 재구조화(re-frame)하였다. 한 사례로서 "나는 이 시험에서 떨어질 것이다"에서 "나는 이 시험을 잘 볼 것이다"로 바꾸게 하는 것이다.
연구자들은 이벤트 전에 자기의심을 뽑아내는 것만으로도 가면증후군의 느낌을 없애는데 도움을 준다고 결론내렸다. 가면증후군이 있는 사람들은 친구와 가족의 지지를 찾을 것을 권장한다. 가면현상은 병리학적 증상이 아니지만, 자기 자신에 대한 믿음 체계를 왜곡하여 개인이 자기 가치감에 대한 평가에 강력한 부정적인 임팩트를 가하는 것이다. 가면 증후군은 정신질환 장애로 인정된 것은 아니다. 미국정신의학협회(American Psychiatric Association)의 정신질환 진단 및 통계 편람(Diagnostic and Statistical Manual)이나 국제질병분류(International Classification of Diseases) 제10판(ICD-10)에도 진단이 등재되어 있지 않다. 학술적 문헌 외에, 가면증후군은 널리 논의되어 왔는데, 특히 직장 내 성취 맥락에서 논릐되어 왔다. 공식적으로 임상적 진단으로 인정되어 있지 않기에, 대형의 피어리뷰(peer review)와 비전문 문헌이지만, 그리고 질적 리뷰(qualitative teview)도 있어 왔지만, 가면증후군에 대한 출판된 문헌의 체계적 리뷰는 없었다. 따라서 전문의들은 우세, 동반질환, 가면증후군 진단 및 치료에 대한 최상의 행동법에 대한 사실적 증거는 부족한 곳이다.
가면증후군 치료법에 대한 다른 연구는 자기가치감의 중요성을 중시한다. 가면증후군을 가지고 있는 사람들은 자기존중감(self-esteem)과 자기가치감(self-worth)을 타인들에게 보통 연결짓는다. 다른 치료법릐 주요 측면은 이 두 개를 완전히 별개의 독립채로 나누는데 주목한다.
2013년 한 연구에서, 연구자 키나 황(Queena Hoang)은 내재적인 동기부여는 가면현상에 흔한 사기꾼이 된 느낌을 줄여줄 수 있다고 제안한다. 또한 황은 신입의 혹은 들어온 학생들에게 멘터 프로그램을 사용하는 것이 학생의 자기의심감을 최소화할 것이라고 제시한다. 프로그램을 진행해 온 멘터를 갖는 것은 신입생에게 지지 느낌을 줄 것이다. 이는 보다 부드럽고 덜 압도적인 변화를 가능하게 한다.
가면 경험은 많은 정신치료(psychotherapy)로서 다뤄질 수 있다. 집단 정신치료(Group psychotherapy)는 가면증후군 경험을 경감시키는 특히 흔하고 효과적인 방법이다.

## 같이 보기
- 감정적 고립
- 사회적 고립
- 자기노출